# Rettichschneider

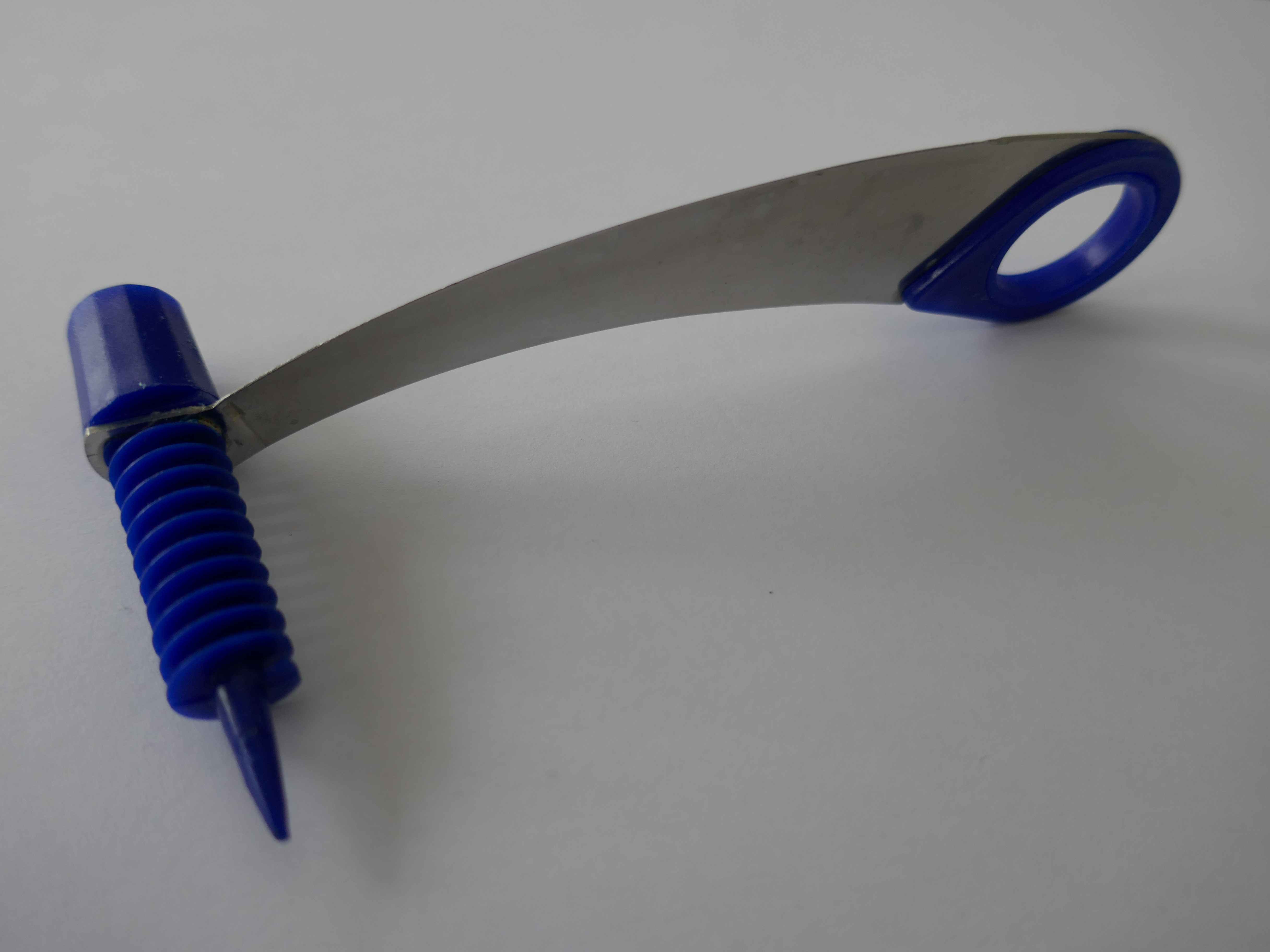
Rettichschneider

Ein Rettichschneider ist ein Küchengerät, mit dem Rettich hauchdünn in lange Spiralen geschnitten werden kann.
Das Hauptelement eines Rettichschneiders ist ein sehr scharfes Messer, das in Bewegung gesetzt wird, indem man einen Finger in das dafür vorgesehene Loch steckt und das Messer dreht. Die am Messer befestigte Wendel schraubt sich dabei immer tiefer in den Rettich.